# Дитрихсдорф
Дитрихсдорф (њем. Dietrichsdorf) општина је у њемачкој савезној држави Саксонија-Анхалт. Једно је од 39 општинских средишта округа Витенберг. Према процјени из 2010. у општини је живјело 222 становника. Посједује регионалну шифру (AGS) 15091070.

## Географски и демографски подаци
Дитрихсдорф се налази у савезној држави Саксонија-Анхалт у округу Витенберг. Општина се налази на надморској висини од 77 метара. Површина општине износи 10,6 km². У самом мјесту је, према процјени из 2010. године, живјело 222 становника. Просјечна густина становништва износи 21 становника/km².